# Stefan Velev
Stefan Velev (tiếng Bulgaria: Стефан Велев; sinh 2 tháng 5 năm 1989) là một cầu thủ bóng đá Bulgaria thi đấu ở vị trí tiền vệ cho Slavia Sofia.

## Sự nghiệp
Sinh ra ở Sofia, Velev thi đấu cho Septemvri như là cầu thủ trẻ, trước khi gia nhập Slavia Sofia. Nhưng anh gặp khó khăn khi thi đấu ở đội chính vì sự nhất quán của Slavčo Georgievski và Pavle Popara.
Vào tháng 6 năm 2008 Velev ký bản hợp đồng 2 năm cùng với Lokomotiv Stara Zagora. Anh ra mắt tại B PFG và Lokomotiv ngày 9 tháng 8 trong chiến thắng sân nhà 1–0 trước Shumen, ghi bàn thắng quyết định.
Ngày 13 tháng 3 năm 2017, Velev ký bản hợp đồng 1,5 năm cùng với Slavia Sofia.

## Sự nghiệp quốc tế
Velev ra sân lần đầu tiên cho Bulgaria ngày 29 tháng 5 năm 2012, sau khi thay người vào sân trong hiệp hai trong thất bại 0–2 trước Thổ Nhĩ Kỳ tại trận giao hữu.

## Đội tuyển quốc gia
| Đội tuyển quốc gia Bulgaria | Đội tuyển quốc gia Bulgaria | Đội tuyển quốc gia Bulgaria |
| Năm                         | Trận                        | Bàn thắng                   |
| --------------------------- | --------------------------- | --------------------------- |
| 2012                        | 1                           | 0                           |
| 2013                        | 1                           | 0                           |
| 2015                        | 1                           | 0                           |
| 2016                        | 2                           | 0                           |
| Tổng                        | 5                           | 0                           |